# Aegoschema migueli
Aegoschema migueli är en skalbaggsart som beskrevs av Monné M. L. och Jose R.M. Mermudes 2007. Aegoschema migueli ingår i släktet Aegoschema och familjen långhorningar. Inga underarter finns listade i Catalogue of Life.